# مله، پاکستان
مله (به انگلیسی: Malla) یک منطقهٔ مسکونی در پاکستان است که در خیبر پختونخوا واقع شده‌است. مله ۸۴۰ متر بالاتر از سطح دریا واقع شده‌است.